# Etienne Gailly
Etienne Gailly (Beringen, 26 de novembro de 1922 - Genval, 3 de novembro de 1971) foi um militar e maratonista belga.
Participou dos Jogos olímpicos de verão de 1948, em Londres, protagonizando uma das mais emocionantes finais da maratona olímpica. Devido a desidratação e ao ritmo forte do início da competição, Etienne perdeu duas posições nos metro finais, após estar em primeiro. Sua exaustão era tanta, que caiu ao chão e mal conseguia correr em linha reta, mas incentivado pelo público, cruzou a chegada em terceiro, recebendo a medalha de bronze.